# ویکتور گرتلر
ویکتور گرتلر (مجاری: Viktor Gertler; ۲۴ اوت ۱۹۰۱ – ۵ ژوئیهٔ ۱۹۶۹) کارگردان فیلم و تدوین‌گر اهل مجارستان بود.
وی همچنین برندهٔ جوایزی همچون جایزه کشوت شده‌است. گرتلر تدوین‌گر فیلم‌هایی همچون مردی در جستجوی قاتل خود و دربارهٔ یک بازجویی بوده‌است.